# Hyperacmus ignotus
Hyperacmus ignotus är en stekelart som först beskrevs av Dasch 1992.  Hyperacmus ignotus ingår i släktet Hyperacmus och familjen brokparasitsteklar. Inga underarter finns listade i Catalogue of Life.